# Copa de la Princesa de voleibol
La Copa de la Princesa de voleibol es la competición española más 'joven' de las que se está jugando organizada por la Real Federación Española de Voleibol (RFEVb). La primera edición de la competición es en la temporada 2007-2008. Desde entonces se ha disputado de forma ininterrumpida hasta la actualidad. En ella se enfrentan los cinco mejores equipos en la primera vuelta de la Superliga 2 Femenina y el equipo organizador del torneo.

## Historia

### Formato con grupo único (2008-2016)
Durante nueve ediciones, la Superliga 2 contó con un grupo único donde se aglutinaba a los mejores equipos que no se habían ganado el derecho deportivo a estar en la Superliga. Durante estos años, se clasificaban los tres primeros de la tabla y el equipo organizador. En el caso de que este ocupara una de las tres primeras plazas, el cuarto también sería invitado al torneo.
El sistema de competición sería con formato de Final Four enfrentándose el primero contra el cuarto y el segundo contra el tercero en semifinales. Los ganadores de esta fase se verían las caras en la final por el título.
Debido a las dificultades económicas de los equipos en el voleibol español, la Superliga 2 tuvo que ser modificada y por ello el formato de la Copa de la Princesa también varió.

### Formato con dos grupos (2017-2020)
Desde la décima edición de la Copa de la Princesa, los dos mejores clasificados de cada grupo de Superliga 2 serían los que tendrían una plaza en la competición. En caso de que el organizador no estuviera en estas posiciones, el peor segundo perdería su puesto en favor del club local. Sistema que se llevó a cabo durante cuatro ediciones.
El sistema de competición sería con formato de Final Four enfrentándose los primeros contra el segundo del grupo contrario en semifinales. Los ganadores de esta fase se verían las caras en la final por el título.

### Formato con tres grupos (2021-Act)
Con la llegada del COVID-19, el parón de competiciones y la posterior reorganización de grupos para continuar con las ligas domésticas, el voleibol español ve como los grupos de la Superliga 2 pasan de ser dos a tres siendo compuesta la división de plata del voleibol nacional por Grupo A, B y C. Por ello, la Copa de la Princesa se vio obligada a reestructurarse.
En esa reestructuración se dio continuidad al anterior formato con una sede fija y dando acceso a la competición a los dos mejores equipos de cada grupo o si uno de esos grupos tiene el equipo organizador, el mejor de los equipos y el club organizador. En definitiva, participaban seis equipos que eran distribuidos en dos grupos. Dentro de ese grupo, jugaban todos contra todos a partido único. El primer clasificado pasaba a semifinales como cabeza de serie y el segundo se vería las caras con el primer clasficicado del otro grupo. Al final, los equipos vencedores de sendas semifinales se enfrentarían entre sí para ver quién se llevaría el título. Una estructura de la competición que ya va a por su quinta edición.

## Historial
| Edición | Año  | Sede                   | Campeón                   | Resultado | Subcampeón             | Detalle                            | Ref.  |
| 1.ª     | 2008 | Miranda de Ebro        | Haro Rioja Vóley          | 3 - 1     | PDR Miranda            | 23-25, 28-26, 25-18, 26-24         | [ 2 ] |
| 2.ª     | 2009 | Monforte de Lemos      | Promociones Díez Rical    | 3 - 2     | Ribeira Sacra          | 27-25, 14-25, 25-21, 15-25, 15-13  |       |
| 3.ª     | 2010 | Miranda de Ebro        | Nuchar Tramek Murillo     | 3 - 2     | PDR Miranda            | 25-21, 18-25, 17-25, 25-21, 15-10  |       |
| 4.ª     | 2011 | Salou                  | Vóley Murcia              | 3 - 0     | CVB Barça              | 25-23, 25-18, 26-24                |       |
| 5.ª     | 2012 | Gijón                  | Feel Volley Alcobendas    | 3 - 2     | RGC Covadonga          | 28-26, 25-27, 21-25, 27-25, 15-7.  |       |
| 6.ª     | 2013 | Barcelona              | CV Vall D'Hebrón          | 3 - 1     | Feel Volley Alcobendas | 25-22, 20-25, 25-20, 25-19.        |       |
| 7.ª     | 2014 | Miranda de Ebro        | Emevé Élide               | 3 - 0     | CV Torrelavega         | 25-14,25-22, 25-22.                |       |
| 8.ª     | 2015 | Madrid                 | Figaro Haris Tenerife     | 3 - 1     | CV Torrelavega         | 22-25, 25-20, 32-30, 28-26.        |       |
| 9.ª     | 2016 | Guadalajara            | CV Torrelavega            | 3 - 1     | Tenerife Santa Cruz    | 25-16, 23-25, 25-17, 25-17.        |       |
| 10.ª    | 2017 | Gijón                  | JS Hotels Ciutat Cide     | 3 - 1     | Arona Tenerife Sur     | 25-18, 24-26, 25-21, 25-15.        |       |
| 11.ª    | 2018 | Lugo                   | Madrid Chamberí           | 3 - 1     | Emevé                  | 33-31, 17-25, 25-22, 25-18.        |       |
| 12.ª    | 2019 | Palma de Mallorca      | CV Kiele Socuéllamos      | 3 - 2     | JS Hotels Ciutat Cide  | 21-25, 25-21, 18-25, 26-24, 18-16  |       |
| 13.ª    | 2020 | Palma de Mallorca      | CV Sayre Décimas          | 3 - 0     | CV Vall D'Hebrón       | 25-16, 25-20, 27-25.               |       |
| 14.ª    | 2021 | Las Palmas             | CV CCO 7 Palmas Urbaser B | 3 - 0     | VP Madrid              | 25-18, 25-13, 25-19.               |       |
| 15.ª    | 2022 | Las Palmas             | CV CCO 7 Palmas Urbaser B | 3 - 0     | Heidelberg Volkswagen  | 29-27, 25-21, 25-17.               |       |
| 16.ª    | 2023 | La Coruña              | CVB Barça                 | 3 - 1     | Melilla Sport Capital  | 25-22, 19-25, 25-8, 25-18.         |       |
| 17.ª    | 2024 | Santa María de Guía    | CVB Barça                 | 3 - 2     | Melilla Sport Capital  | 15-25, 17-25, 25-16, 26-24, 15-13. |       |
| 18.ª    | 2025 | Santa Cruz de Tenerife | Club Voleibol Leganés     | 3 - 2     | Guía CDV UFPC          | 25-23, 25-19, 23-25, 7-25, 15-12.  |       |

## Palmarés

### Clubes
| Equipo                      | Títulos | Años         |
| --------------------------- | ------- | ------------ |
| CV CCO 7 Palmas Urbaser 'B' | 2       | (2021, 2022) |
| Club Voleibol Barcelona     | 2       | (2023, 2024) |
| Haro Rioja Vóley            | 1       | (2008)       |
| Club Vóley Miranda          | 1       | (2009)       |
| Club Voleibol Logroño       | 1       | (2010)       |
| Vóley Murcia                | 1       | (2011)       |
| Feel Volley Alcobendas      | 1       | (2012)       |
| CV Vall D'Hebrón            | 1       | (2013)       |
| Club Voleibol Emevé         | 1       | (2014)       |
| Club Voleibol Haris         | 1       | (2015)       |
| CV Torrelavega              | 1       | (2016)       |
| Club Voleibol Cide          | 1       | (2017)       |
| Madrid Chamberí             | 1       | (2018)       |
| CV Kiele Socuéllamos        | 1       | (2019)       |
| CV Sayre Décimas            | 1       | (2020)       |
| Club Voleibol Leganés       | 1       | (2025)       |